# Palaeoephippiorhynchus
Palaeoephippiorhynchus — рід вимерлих птахів родини Лелекові (Ciconiidae). Існують два описаних види — P. dietrichi з раннього олігоцену (Єгипет) та P. edwardsi з міоцену (Лівія).